# 沙尔东-拉加什站
夏尔东-拉加什站（法語：Chardon-Lagache）是法国巴黎地铁10号线的一个车站，位于巴黎十六区。8号线车站于1913年9月30日启用，于1937年7月27日随8号线部分路段一同转为10号线。站名来自夏尔东-拉加什街。

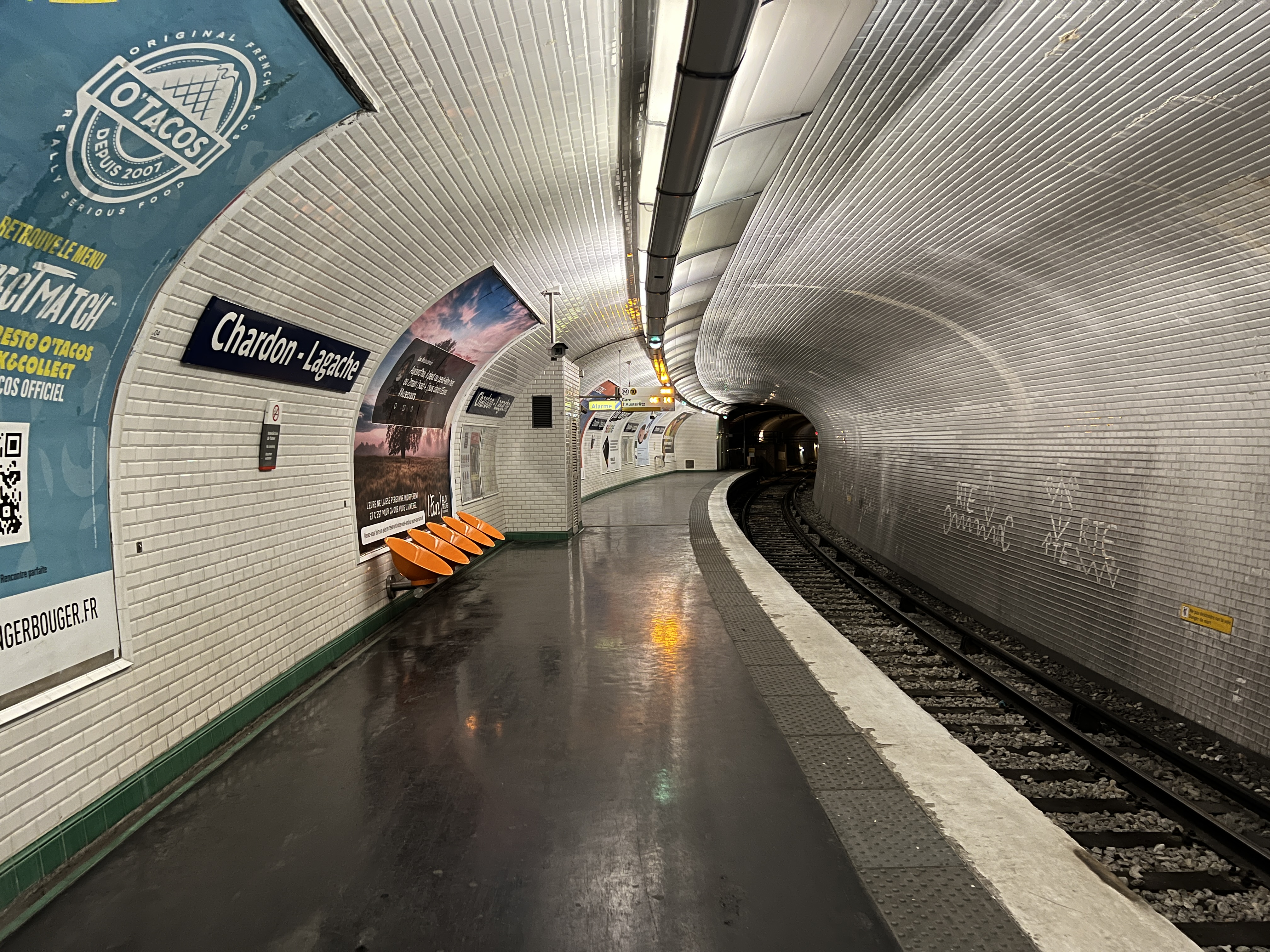
月台（2022年7月）

## 車站結構
| 街道層     |                    |                        |
| 10號線月台 | 東行               | 往奧斯特里茨（米拉博） |
| 10號線月台 | 側式月台，右側開門 |                        |